# 卡佩勒 (北部省)
卡佩勒（法語：Capelle，法語發音：[kapɛl]）是法国上法兰西大区北部省的一个市镇，位于该省东南部，属于康布雷区。

## 地理
卡佩勒（50°14'16"N, 3°32'52"E）面积5.07 平方千米，位于法国上法蘭西大區北部省，该省份为法国最北部的省份及最长的省份，西北濒北海，西接加来海峡省，南至埃纳省和索姆省，东与比利时接壤。
与卡佩勒接壤的市镇（或旧市镇、城区）包括：吕埃讷、博迪尼、贝尔默兰、埃卡尔曼。

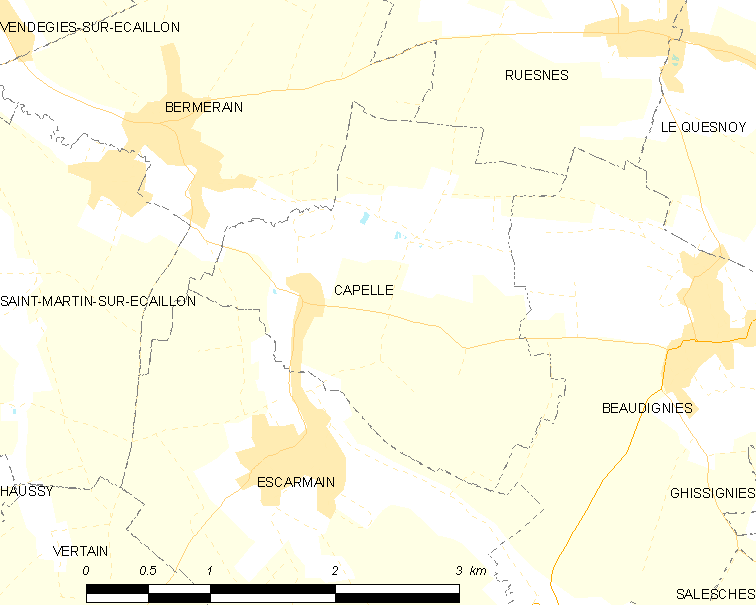
的OSM定位图

卡佩勒的时区为UTC+01:00、UTC+02:00（夏令时）。

## 行政
卡佩勒的邮政编码为59213，INSEE市镇编码为59127。

## 政治
卡佩勒所属的省级选区为科德里县。

## 人口

1962-2008年间人口变化图示

卡佩勒于2022年1月1日时的人口数量为136人。